# Yvonne Elliman
Yvonne Marianne Elliman, (Honolulu, Havaji 29. prosinca 1951.),  američka je pjevačica, tekstopisac, glazbenica i glumica. Poznata je po ulozi Marije Magdalene na Andrew Lloyd Webberovom albumu Jesus Christ Superstar a glumila je i u istoimenom filmu. 1977. je imala veliki hit s pjesmom "If I Can't Have You".

## Životopis

### Pozadina
Elliman preko oca ima irske korijene a preko majke kineske i japanske. Rođena je i odrasta u Honoluluu, na Havajima. Dobila je diplomu President Theodore Roosevelt High School 1970. Otac ju je naučio svirati kalvir i svirala je u jednom sastavu dok je pohađala srednju školu. Poslije završene škole seli za London.

### Jesus Christ Superstar
Elliman svoju pjevačku karijeru započinje u Londonu 1969., kada nastupa po barovima i klubovima. Pjesma koje je pjevala nije voljela, pjevala je samo da bi zaradila novac. Počinje konzumirati droge a voljela je Jefferson Airplane. Tada su je zapazili Tim Rice i Andrew Lloyd Webber, i pozvali su je na audiciju za ulogu Marije Magdalene u rock operi  Jesus Christ Superstar. Dobila je ulogu koju će igrati naredne četiri godine kao i u filmu Jesus Christ Superstar iz 1973. Uloga u filmu donijela joj je Golden Globe Award u kategoriji Best Actress in a Muscial or Comedy. Prvi hit je bila pjesma iz  Jesus Christ Superstar, "I Don't Know How to Love Him".

### Kasnije karijera
1971. seli za New York učestvujući u Broadwayskoj verziji Jesus Christ Superstar. Tamo je srela Billa Oakesa, koji je radio s Robertom Stigwoodom. Nedugo zatim Oakes i Elliman se vjenčaju. Elliman je pjevala na Claptonovoj obradi Marleyeve pjesme  "I Shot the Sheriff" 1974. S Claptonom je bila na turneji a zatim potpisuje ugovor s RSO Records. Njen prvi album s RSO Recordsom bio je  Rising Sun, no ploča nije doživjela uspjeh. Drugi album, Love Me, prošao je bolje a na njemu su bila dva hita. Jedan od hitova bila je pjesma "Love Me" koju su napisali Barry i Robin Gibb iz sastava The Bee Gees.
Elliman nastavlja suradnju s The Bee Gees i zajedno rade na filmu Groznica subotnje večeri 1977. 
Prvo je bilo zamišljeno da će upravo ona otpjevati pjesmu "How Deep Is Your Love?", koja je i bila napisana za nju, no umjesto nje su to napravili Bee Gees som framförde den. Elliman pak izvodi pjesmu "If I Can't Have You", koja postaje veliki hit. 
1977. ponovno surađuje s Claptonom na albumu Slowhand.

Nekoliko manjih hitova slijedi 1979., između ostalih iz filma Moment by Moment i pjesma Love Pains. Sudjelovala je i u dva nastavka TV serije Hawaii Five-O, gdje je otpjevala pjesmu I Can't Get You Out of my Mind. Singl Savannah je također postao manji hit. Nedugo zatim Elimann se odlučuje posvetiti obitelji i odgoju svoje djece.
2004. pravi comeback s albumom Simple Needs, na kojem se sve pjesme sama napisala. 
Elliman često nastupa po festivalima i dobrotvornim koncertima.

## Diskografija
- 1972. - Yvonne Elliman
- 1973 - Food of Love
- 1975 - Rising Sun
- 1977 - Love Me
- 1978 - Night Flight
- 1979 - Yvonne
- 1999 - If I Can't Have You
- 2004 - Simple Needs

## Vanjske poveznice
- Službena stranica  Arhivirana inačica izvorne stranice od 13. lipnja 2011. (Wayback Machine)
- Yvonne Elliman na IMDb